# Ühlingen-Birkendorf
Ühlingen-Birkendorf es un municipio en el sur de la Selva Negra en el distrito de Waldshut en el sur de Baden-Wurtemberg, Alemania.

## Enlaces
- Wikimedia Commons alberga una categoría multimedia sobre Ühlingen-Birkendorf.
- Sitio web de Ühlingen-Birkendorf